# Cistercijanske številke
Srednjeveške cistercijanske številke ali "šifre" v jeziku devetnajstega stoletja je razvil cistercijanski meniški red v začetku trinajstega stoletja, približno v času, ko so v severozahodni Evropi uvedli arabske številke. So bolj strnjene od arabskih ali rimskih številk, saj lahko z enim samim znakom predstavimo katero koli celo število od 1 do 9999.
Številke temeljijo na vodoravnem ali navpičnem steblu, pri čemer položaj številke na steblu označuje njeno desetiško vrednost (enice, desetice, stotice ali tisočice). Te števke so sestavljene na enem steblu za označevanje bolj zapletenih števil. Cistercijani so sistem sčasoma opustili in namesto njih uporabljali arabske številke, čeprav so ga izjemoma še vedno uporabljali do začetka dvajsetega stoletja.

## Zgodovina
Številke in zamisel o njihovem oblikovanju v ligature so očitno temeljile na dvomestnem (1–99) številčnem sistemu, ki ga je v cistercijanski red uvedel John iz Basingstoka, škofov namestnik (arhidiakon) iz Leicestra, za katerega se zdi, da temelji na angleški stenografiji iz 12. stoletja ( ars notaria - mnemotehnika). Cistercijanski sistem se v svojih prvih zapisih v samostanih grofije Hainaut ni uporabljal za številke, večje od 99, vendar so ga kmalu razširili na štiri mesta, kar je omogočilo številke do 9999. 
Okoli dva ducata ohranjenih cistercijanskih rokopisov, ki uporabljajo ta sistem, je nastalo med 13. in 15. stoletjem in pokrivajo območje od Anglije do Italije in od Normandije do Švedske. Številke se niso uporabljale za računanje ali knjigovodstvo, ampak za označevanje let, oštevilčevanje strani, delitev besedil, številčenje not in drugih seznamov, kazal in konkordanc ter vrstice v notnem zapisu.
Čeprav je bil večinoma omejen na cistercijanski red, se je uporabljal tudi zunaj njega. Normanski spis o računstvu iz konca 15. stoletja je uporabljal tako cistercijanske kot indoarabske številke. V enem od znanih primerov so bile cistercijanske številke zapisane na fizičnem predmetu in so označevale koledarske, kotne in druge številke na Berselijevem astrolabu iz štirinajstega stoletja, ki je bil izdelan v francoski Pikardiji.  Potem ko so cistercijani opustili sistem, se je še vedno izjemoma uporabljal zunaj reda. Leta 1533 je Heinrich Cornelius Agrippa von Nettesheim vključil opis teh šifer v svoje Tri knjige okultne filozofije.  Številke so vsaj do začetka 18. stoletja uporabljali vinogradniki na območju Brugesa.    V poznem osemnajstem stoletju so Chevaliers de la Rose-Croix iz Pariza za nekaj časa prevzeli številke za mistično uporabo, v začetku dvajsetega stoletja pa so nacisti razmišljali o uporabi številk kot arijske simbolike.   
Največji sodobni strokovnjak za cistercijanske številke je matematik in zgodovinar astronomije David A. King.  

## Oblika
Vodoravno steblo je bilo najpogostejše v času, ko so številke uporabljali cistercijani. Dokaz o rabi navpičnega stebla v štirinajstem in petnajstem stoletju je bil najden le v severni Franciji. Vendar so v Franciji in Nemčiji v osemnajstem in dvajsetem stoletju sistem ponovno oživili z navpičnimi številkami. V zgodovini je bilo tudi nekaj razlik glede tega, kateri kot števila je predstavljal katero desetiško vrednost, oz. mesto števila. Tukaj opisane krajevne vrednosti so bile najpogostejše med cistercijani in edine, ki so se uporabljale pozneje.

Z uporabo grafičnih nadomestkov z navpičnimistebli je prvih pet števk ꜒ 1, ꜓ 2, ꜒꜓ 3, ꜓꜒ 4, ꜍ 5. Če jih vodorovno prezrcalimo, dobimo desetice, ˥</link> 10, ˦ 20, ˦˥ 30, ˥˦ 40, ꜈ 50. Če jih prezrcalimo navpično, dobimo stotice, ꜖ 100, ꜕ 200, ꜖꜕ 300, ꜕꜖ 400, ꜑ 500, če pa jih prezrcalimo vodoravno in navpično - tisočice, ˩ 1.000, ˨ 2.000 ˨˩ 3.000, ˩˨ 4.000, ꜌ 5.000. Tako je ⌶ (števka 1 na vsakem vogalu ) številka 1111. (Natančne oblike so se razlikovale glede na obdobja in samostane. Na primer, števke, prikazane tukaj za 3 in 4, so bile v nekaterih rokopisih zamenjane s tistimi za 7 in 8; 5-ke pa so lahko bile zapisane z manjšo piko ( ꜎ itd.), s kratko navpično črto namesto pike ali celo s trikotnikom, ki se povezuje s steblom, kar je v drugih rokopisih označevalo 9.)
- Navpične oblike številk (1-9, 10-90, 100-900 in 1.000-9.000) z inovativno obliko številke 5, kot je bila vklesana na normanski astrolab iz začetka 16. stoletja. astrolab iz začetka 16. stoletja
- Vse cistercijanske številke od 1 do 9999[14]. (Za ogled odpri in povečaj)
- Normanski rokopis iz štirinajstega stoletja, ki uporablja samo cistercijanske številke. Te so bile vodoravne, da so ustrezale toku besedila. Posebnost je okrogla oblika številke 9. Številke so bile pozneje ponovno zapisane s hindujsko- arabskimi številkami v opombah na robu: tu so številke 4 484, 715 in 5 199.

Vodoravne številke so bile enake, vendar zasukane za 90 stopinj v nasprotni smeri urinega kazalca. (To je ⌙ za 1, ⌐ za 10, ⏗ za 100 - torej ⏘ za 101 in ¬ za 1.000, kot je prikazano zgoraj.)
Izpuščanje števke iz vogala je pomenilo vrednost nič za to potenco desetice - enico, vendar števke nič ni bilo (to pomeni, da prazna doga ni bila opredeljena). 

## Višje številke
Ko se je sistem v petnajstem in šestnajstem stoletju razširil zunaj reda, so bile številke v milijonih omogočene s sestavljanjem s števko za "tisoč". Tako je na primer normanski traktat o aritmetiki s konca petnajstega stoletja označil 10.000 kot ligaturo ⌋ »1000« ovito pod in okoli ⌉ »10« (in podobno za višje številke), Noviomagus pa je leta 1539 zapisal "milijon" z zapisom ¬ "1.000" pod drugo ¬ "1.000".  Cistercijanski zapisi s konca 13. stoletja so razlikovali med vodoravnimi številkami za nižje desetiške vrednosti in navpičnimi številkami za višje desetiške vrednosti, vendar ni znano, da bi bila ta morda učinkovita oblika v tistem času izkoriščena; lahko bi zajemala številke v desetinah milijonov (vodoravne od 10 0 do 10 3, navpične od 10 4 do 10 7 ).  Matematik iz šestnajstega stoletja je uporabil navpične številke za tradicionalne vrednosti, vodoravne številke za milijone in jih obrnil še za 45° v nasprotni smeri urinega kazalca za milijarde in še za 90° za bilijone, vendar ni jasno, kako naj bi bile označene vmesne desetiške vrednosti, te oblike pa tudi niso prevzeli drugi. 

## Šifre menihov
Delo The Ciphers of the Monks: A Forgotten Number-notation of the Middle Ages, avtor David A. King, objavljeno leta 2001, opisuje cistercijanski številski sistem. 
Knjiga  je prejela različne ocene. Zgodovinarka Ann Moyer je pohvalila Kinga, ker je številski sestav ponovno predstavil širšemu občinstvu, saj so mnogi nanj pozabili.  Matematik Detlef Spalt je v knjigi, posvečeni temu, trdil, da je King pretiraval s pomenom sistema in delal napake pri uporabi sistema.  Moritz Wedell pa je knjigo označil za "prodoren, jasen opis" in "celovit pregled zgodovine raziskav" o menihovih šifrah. 